# Wolhynientschechen

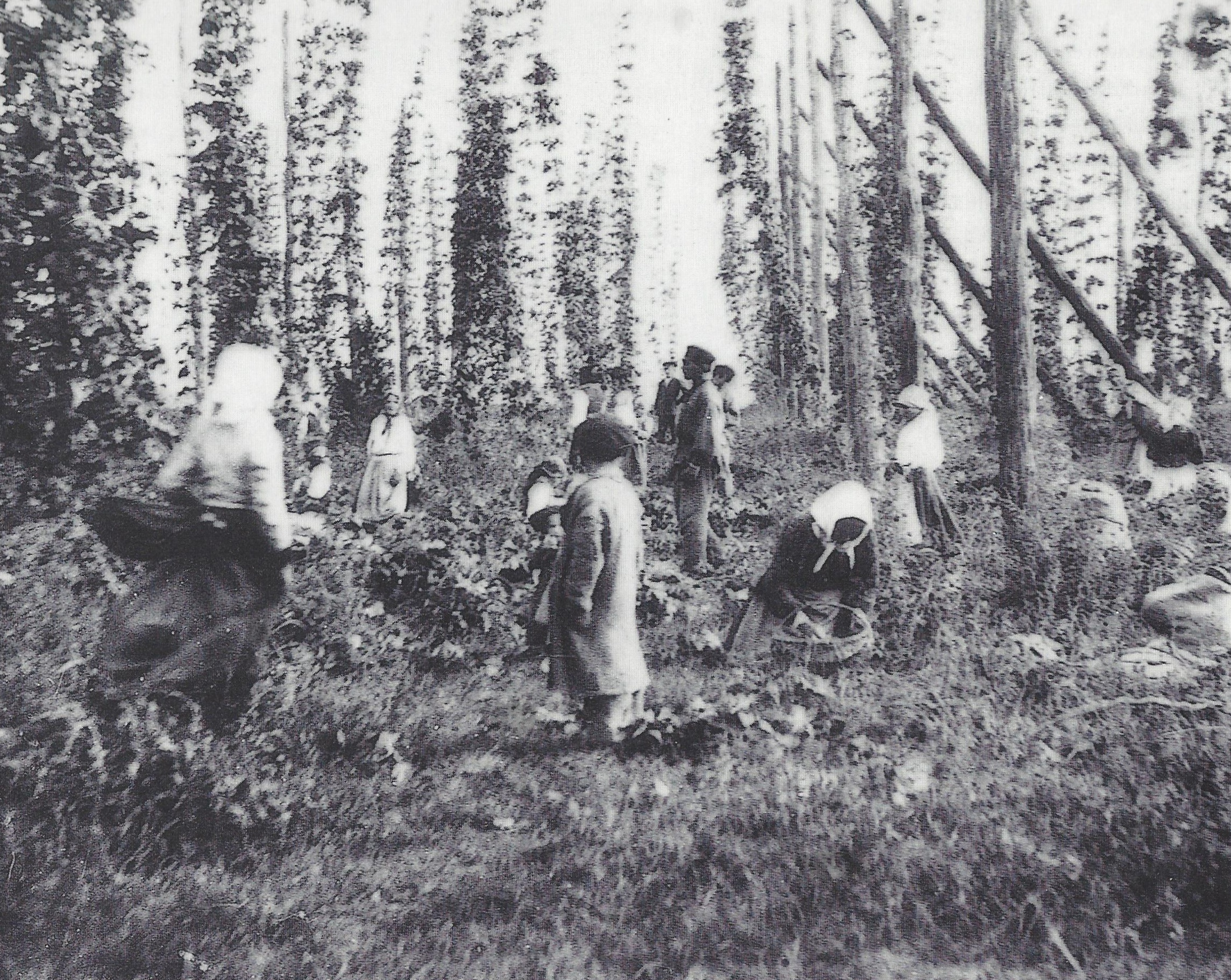
Hopfenernte in Wolhynien

Wolhynientschechen, tschechisch "Volyňští Češi", ist die Bezeichnung einer Minderheit ethnischer Tschechen beziehungsweise deren Nachfahren  in Wolhynien. Sie siedelten seit Beginn der Industrialisierung ab 1868 in der Westukraine und brachten den Hopfen ins Land. 1945 wurden sie großenteils in die Tschechoslowakei repatriiert.

## Geschichte
Zwischen 1868 und ca. 1880 wurden in Wolhynien (in der heutigen Ukraine), im Grenzgebiet zwischen Österreich-Ungarn und dem Russischen Kaiserreich rund 16.000 Tschechen angesiedelt. Während die wirtschaftlichen Bedingungen in Böhmen schwierig waren, war die russische Regierung an der Ansiedlung neuer Arbeitskräfte interessiert; aufgrund eines Abkommens, das 1867 anlässlich des Slawenkongresses in Moskau unterschrieben wurde, unterstützte die zaristische Regierung die Ansiedlungen mit verschiedenen steuerlichen und finanziellen Anreizen. Für diese Tschechen bürgerte sich der Name Wolhynientschechen ein.
Nach den Ergebnissen der Volkszählung 1897 gab es im Gouvernement Wolhynien 27.670, im Gouvernement Kiew 3.294 und im Russischen Kaiserreich insgesamt 50.385 tschechischsprachige Personen.
Eine neuere Schätzung geht für die Zeit zu Beginn des Ersten Weltkrieges allerdings von 90.000 Tschechen aus. Die Tschechen in Wolhynien siedelten in insgesamt 638 Gemeinden. Wolhynientschechische Orte waren beispielsweise České Noviny, Český Malín, Český Boratín und Český Straklov, einige lebten auch in der Hauptstadt Schitomir (tschechisch geschrieben Žitomír). Nach der Oktoberrevolution von 1917 traf die Entwicklung auch diejenige Wolhynientschechen, deren Ansiedlungsgebiete nach dem Friedensvertrag zwischen Polen und der Sowjetunion auf der sowjetischen Seite blieben: die Zwangskollektivierung mit all negativen Folgen, kulturelle Unfreiheit, politische Verfolgung (es gab mehrere Prozesse gegen tschechische Lehrer usw., zum Teil mit Todesurteilen).
Während des Zweiten Weltkrieges meldeten sich viele Wolhynientschechen (an die 10.500) zum freiwilligen Eintritt in die 1. tschechoslowakische Brigade (später: 1. tschechoslowakisches Korps) innerhalb der Roten Armee und nahmen unter hohen Verlusten aktiv an der Befreiung der Tschechoslowakei teil. In der Zeit der deutschen Besetzung der Ukraine war diese Minderheit von Massakern durch deutsche Einheiten und ukrainische Nationalisten betroffen. Weil auch die Erfahrungen mit dem sowjetischen Regime nicht positiv waren, haben die meisten Tschechen aufgrund eines Abkommens zwischen Beneš und Stalin vom 10. Juli 1946 die Möglichkeit zur Rückkehr in die damals noch demokratische Tschechoslowakei ergriffen. Sie wurden nach der Vertreibung der Sudetendeutschen vor allem in Böhmen und Mähren angesiedelt.
Obwohl die Wolhynientschechen für die Befreiung der Tschechoslowakei gekämpft hatten, wurden sie nach der kommunistischen Machtübernahme von 1948 zum Ziel neuer Repressionen. Weil sie bereits in der Sowjetunion Erfahrungen mit den Auswüchsen der stalinistischen Unterdrückung sowie mit den Nachteilen der Kollektivierung machten, haben sie beispielsweise öffentlich vor der Gründung von landwirtschaftlichen Genossenschaften gewarnt. Im März 1957 wurde ihr Verband einschließlich der Zeitschriften liquidiert.